# Carissa’s Wierd
Carissa’s Wierd — инди-рок-группа из Сиэтла, образованная в 1995 году и распавшаяся в конце 2003 года. Группа намеренно использовала эрратив «Wierd» в названии.

## История
Carissa’s Wierd, была сформирована в 1995 году, когда Мэтт Брук и Дженн Гетто переехал в Сиэтл. Остальными членами группы стали фронтмен Бен Бридвэлл, Сара Стандарт и Сера Кахун.
Группа отыграла свой последний концерт в Crocodile Cafe в Сиэтле в ноябре 2003

## Дискография

### Альбомы
- Ugly But Honest: 1996—1999 — Brown Records (1999)
- You Should Be at Home Here — Brown Records (2001)
- Songs About Leaving — Sad Robot Records (2002)
- Scrapbook (2003)
- I Before E — Sad Robot Records (2004)
- They’ll Only Miss You When You Leave: Songs 1996—2003 — Hardly Art (2010)

### Синглы
- «You Should Be Hated Here» 7" — Sub Pop Records (2001)
- «Tucson» b/w «Meredith & Iris» 7" — Hardly Art (2011)

### Концертные альбомы
- Home Alive Compilation, Volume 2: Flying Side Kick — Broken Rekids (2001)
- Keepsake, Volume 1 — Keep Recordings (2004)